# Свети Никола (Обършани)
Вижте пояснителната страница за други значения на Свети Никола.
„Свети Никола“ (на македонска литературна норма: „Свети Никола“) е православна възрожденска църква в прилепското село Обършани, община Кривогащани, Северна Македония. Църквата е под управлението на Преспанско-Пелагонийската епархия на Македонската православна църква.
Църквата е издигната в първата половина на XIX век. Представлява еднокорабна сграда, полукръгло засводена, с полукръгла апсида на източната страна. В 1886 година на западната страна е дограден затворен трем. В 1943 година първоначалната живопис е покрита с нов слой. В 2001 година е осветена нова камбанария.
В двора на църквата има римска мраморна плоча с два релефни бюста.